# 绒毛大油芒
绒毛大油芒（学名：Spodiopogon dubius）为禾本科大油芒属下的一个种。

## 扩展阅读
- 維基物種上的相關：绒毛大油芒